# Marcela Kalistová
Marcela Kalistová (Bardejov, 17 febbraio 1970) è un'ex cestista slovacca, fino al 1992 cecoslovacca.

## Carriera
Con la Slovacchia ha disputato i Giochi olimpici di Sydney 2000 e tre edizioni dei Campionati europei (1993, 1997, 1999).